# Desorbimento termico

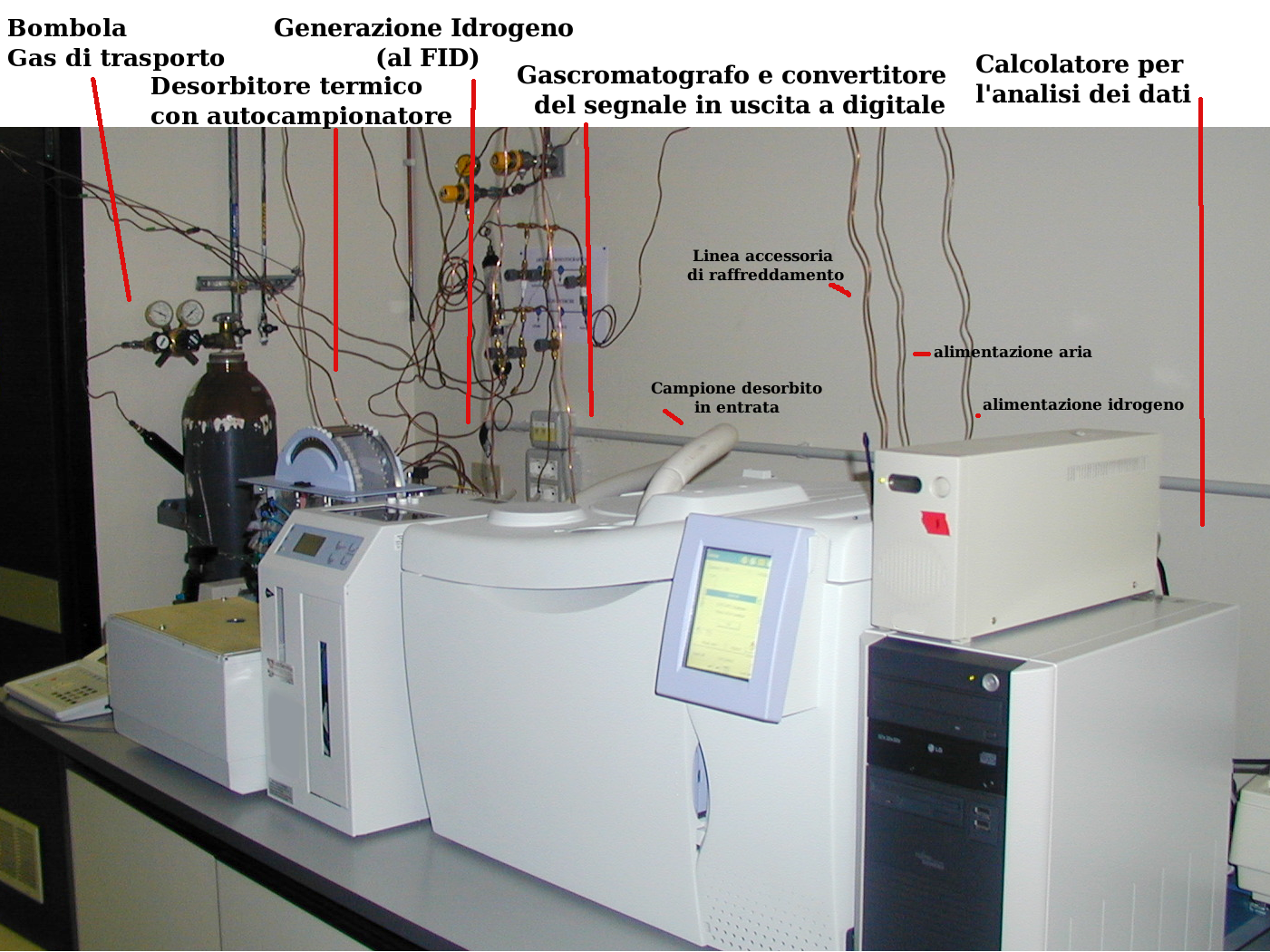
Unità di desorbimento termico, sullo sfondo, affiancata ad un Gascromatografo in primo piano

Il desorbimento termico è un processo utilizzato da decenni in chimica analitica. Si basa sul riscaldamento diretto del campione da analizzare, o dal riscaldamento di un campionatore che abbia precedentemente adsorbito o diversamente legato i composti chimici in analisi. Le molecole desorbite termicamente dalla matrice vengono inviate al passaggio successivo, ad esempio ad un Gas-massa

## Teoria e apparati
Si utilizza fondamentalmente per l'analisi di composti organici volatili e semivolatili, in laboratori che analizzano tutto, dalla qualità dell'aria a profumi e aromi; il desorbimento termico offre un più veloce, più facile, più conveniente modalità di preparazione dei campioni per l'analisi GC o GC / MS ed ideale per la misurazione a livello di tracce di composti organici volatili (COV), come pure per la maggior parte dei semi-volatili; il desorbimento termico consente di evitare perdite in termini di tempo, manualità, per la preparazione del campione per estrazione con solventi in favore di un approccio semplice e a volte automatizzato per apparecchiature che lo prevedono. Offre anche il vantaggio di prestazioni superiori e di maggiore sensibilità.

Fulcro del processo è un apparato che consenta di scaldare il campione o il campionatore senza alterare, o alterando in maniera nota e controllata, gli analiti. Si utilizzano resistenze elettriche che, avvolte a spirale attorno ad un tubo metallico, consentano, in frazioni di secondo, il riscaldamento del campione. Fondamentale è la presenza di un flusso di gas inerte come l'elio, per esempio, che investa il campione evitandone l'alterazione e trascinando via gli analiti per i passaggi successivi. Generalmente, nei prodotti più diffusi  il processo avviene in due fasi. In un primo momento si desorbe termicamente il campione, inviandolo in una trappola fredda, un sistema refrigerato (in genere con tecnologia Peltier) che permette il contenimento delle molecole desorbite in uno spazio ridotto in volume. Successivamente, un secondo desorbimento termico ripete molto velocemente il processo inviando il flusso di gas contenente gli analiti all'apparato analitico (ad esempio un gascromatografo).
I vapori che vengono in tutto o in parte inviati in testa alla colonna analitica, presentano il vantaggio di non richiedere appunto l'intervento di alcun solvente. 
Il campione può essere quindi introdotto direttamente in testa alla colonna gascromatografica senza l'ausilio di un iniettore, eventualmente ripartito in modo che solo una parte di esso vada nella colonna analitica mentre la restante parte viene eliminata dalla linea dello split ( split o splitless).